# Puchar Ameryki Południowej w snowboardzie 2021
Puchar Ameryki Południowej w snowboardzie w sezonie 2021 to kolejna edycja tej imprezy. Cykl ten rozpocznie się 3 sierpnia 2021 roku w chilijskiej La Parvie w zawodach slopestyle'u. Zmagania zakończą się 26 września tego samego roku w argentyńskim Cerro Castor zawodami snowcross'u, jednak zawody zostały odwołane, tj. cały cykl.

## Konkurencje
- SX = snowcross
- SS = slopestyle
- BA = big air

## Kalendarz i wyniki Pucharu Ameryki Południowej

### Mężczyźni
| Lp  | Data             | Miejscowość    | Konkurencja | 1. miejsce | 2. miejsce | 3. miejsce |
| --- | ---------------- | -------------- | ----------- | ---------- | ---------- | ---------- |
| 1.  | 8 sierpnia 2021  | El Colorado    | BA          | Odwołano   | Odwołano   | Odwołano   |
| 2.  | 9 sierpnia 2021  | El Colorado    | BA          | Odwołano   | Odwołano   | Odwołano   |
| 3.  | 1 września 2021  | Corrlaco       | SX          | Odwołano   | Odwołano   | Odwołano   |
| 4.  | 2 września 2021  | Corrlaco       | SX          | Odwołano   | Odwołano   | Odwołano   |
| 5.  | 18 września 2021 | Cerro Castor   | SX          | Odwołano   | Odwołano   | Odwołano   |
| 6.  | 19 września 2021 | Cerro Castor   | SX          | Odwołano   | Odwołano   | Odwołano   |
| 7.  | 24 września 2021 | Cerro Catedral | SS          | Odwołano   | Odwołano   | Odwołano   |
| 8.  | 25 września 2021 | Cerro Catedral | SS          | Odwołano   | Odwołano   | Odwołano   |
| 9.  | 26 września 2021 | Cerro Catedral | BA          | Odwołano   | Odwołano   | Odwołano   |
| 10. | 25 września 2021 | Cerro Castor   | SX          | Odwołano   | Odwołano   | Odwołano   |
| 11. | 26 września 2021 | Cerro Castor   | SX          | Odwołano   | Odwołano   | Odwołano   |

### Kobiety
| Lp  | Data             | Miejscowość    | Konkurencja | 1. miejsce | 2. miejsce | 3. miejsce |
| --- | ---------------- | -------------- | ----------- | ---------- | ---------- | ---------- |
| 1.  | 8 sierpnia 2021  | El Colorado    | BA          | Odwołano   | Odwołano   | Odwołano   |
| 2.  | 9 sierpnia 2021  | El Colorado    | BA          | Odwołano   | Odwołano   | Odwołano   |
| 3.  | 1 września 2021  | Corrlaco       | SX          | Odwołano   | Odwołano   | Odwołano   |
| 4.  | 2 września 2021  | Corrlaco       | SX          | Odwołano   | Odwołano   | Odwołano   |
| 5.  | 18 września 2021 | Cerro Castor   | SX          | Odwołano   | Odwołano   | Odwołano   |
| 6.  | 19 września 2021 | Cerro Castor   | SX          | Odwołano   | Odwołano   | Odwołano   |
| 7.  | 24 września 2021 | Cerro Catedral | SS          | Odwołano   | Odwołano   | Odwołano   |
| 8.  | 25 września 2021 | Cerro Catedral | SS          | Odwołano   | Odwołano   | Odwołano   |
| 9.  | 26 września 2021 | Cerro Catedral | BA          | Odwołano   | Odwołano   | Odwołano   |
| 10. | 25 września 2021 | Cerro Castor   | SX          | Odwołano   | Odwołano   | Odwołano   |
| 11. | 26 września 2021 | Cerro Castor   | SX          | Odwołano   | Odwołano   | Odwołano   |